# Розовка (Русско-Полянский район)
Розовка — деревня в Русско-Полянском районе Омской области России. Входит в состав Розовского сельского поселения.

## География
Деревня находится юго-восточной части Омской области, в степной зоне, в пределах Ишимской равнины, на расстоянии примерно 10 км (по прямой) к северо-востоку от посёлка городского типа Русская Поляна, административного центра района. Абсолютная высота — 107 м над уровнем моря.
Часовой пояс
Деревня Розовка, как и вся Омская область, находится в часовой зоне МСК+3. Смещение применяемого времени относительно UTC составляет +6:00.

## История
Основано в 1905 году. До 1917 года — меннонитов-баптистское село Розовской волости Омского уезда Акмолинской области, действовал баптистский молельный дом. В 1929 году организован колхоз имени Ф. Энгельса, с 1954 года — отделение совхоза «Розовский».

## Население
| 2010 |
| ---- |
| 259  |

| год     | 1909 | 1909 | 1979 | 1989 |
| ------- | ---- | ---- | ---- | ---- |
| человек | 464  | 204  | 561  | 490  |

Половой состав
По данным Всероссийской переписи населения 2010 года, в гендерной структуре населения мужчины составляли 47,5 %, женщины — соответственно 52,5 %.
Национальный состав
В 1989 году 69 % населения деревни составляли немцы. Согласно результатам переписи 2002 года, в национальной структуре населения русские составляли 48 % из 362 чел., немцы — 32 %.

## Улицы
- ул. Зелёная,
- ул. Карла Маркса,
- ул. Садовая,
- ул. Степная,
- ул. Фридриха Энгельса[7].